# Sørøver Sally
Sørøver Sally är ett danskt barnprogram producerat av Danmarks Radio som sändes från 28 december 1969 till 22 mars 1970. Serien regisserades av Per Nielsen efter ett manus av Finn Bentzen och Hanne Willumsen.

## Rollista
- Frede - Hanne Willumsen
- Sørøver Sally - Annelise Alexandrovitsch
- Filimus - Nete Schreiner
- Moster Molly - Gotha Andersen
- Pling-Plang - Thorkild Demuth